# NGC 6441
NGC 6441 je kulová hvězdokupa v souhvězdí Štíra vzdálená od Země 37 800 světelných let..
Objevil ji James Dunlop 13. května 1826. Je to jedna z mála kulových hvězdokup, které obsahují planetární mlhovinu, a také je jednou z nejhmotnějších kulových hvězdokup v naší Galaxii.

## Pozorování

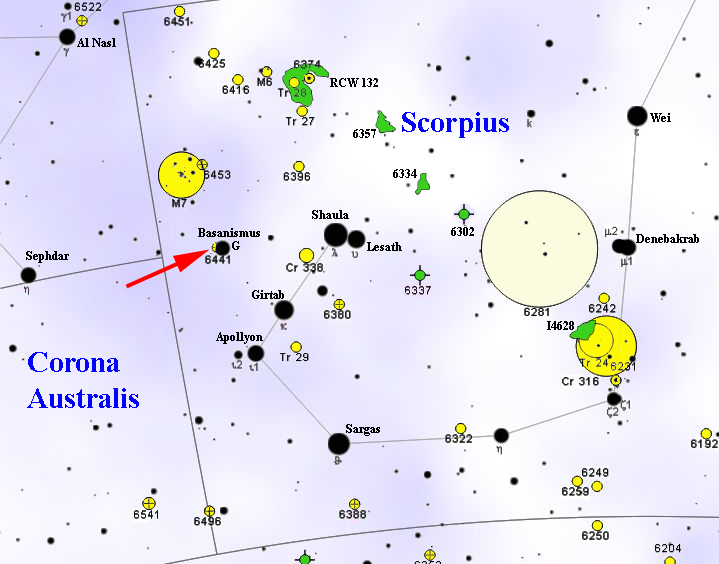
Poloha NGC 6441 v souhvězdí Štíra.

Hvězdokupu je možné snadno nalézt v jihovýchodní části souhvězdí, protože leží pouhé 4' východně od jasné hvězdy G Scorpii s magnitudou 3,2 a 2,5° jižně od jasné hvězdokupy Messier 7. Vedle G Scorpii vypadá hvězdokupa jako přízrak a zář této hvězdy poněkud stěžuje pozorování hvězdokupy, zejména její rozložení na jednotlivé hvězdy. V malých dalekohledech vypadá jako skvrna velmi podobná hvězdě a na jednotlivé hvězdy ji začínají rozkládat až dalekohledy o průměru 200 mm a větším. Její jádro je velmi zhuštěné a na jižní straně je vidět několik slabých hvězdných řetězců.
Kvůli její velké jižní deklinaci je hvězdokupa pozorovatelná zejména z jižní zemské polokoule, ale přesto je do jisté míry pozorovatelná až do středních zeměpisných šířek severní polokoule. Nejvhodnější období pro její pozorování na večerní obloze je od června do října.

## Historie pozorování
Hvězdokupu objevil James Dunlop 13. května 1826 pomocí zrcadlového dalekohledu o průměru 9 palců (228 mm) a následující rok ji přidal do svého katalogu. John Herschel ji později znovu pozoroval a popsal ji jako jasný kulatý objekt tvořený velmi slabými hvězdami, možná 18. nebo 20. magnitudy.
Podobný krátký popis je zapsán i v New General Catalogue, který byl vydán v roce 1888.

## Vlastnosti
NGC 6441 je silně zhuštěná kulová hvězdokupa 3. stupně podle Shapleyho–Sawyerové klasifikace. Její odhadovaná vzdálenost od Země je 11 600 parseků (37 800 světelných let), 3 900 parseků od středu Galaxie. Její metalicita je velmi nízká s hodnotou -0,46 a její stáří není přesně známo - odhaduje se například na 11,26 nebo 13,5 miliard let. Celková hmotnost hvězdokupy se odhaduje na více než 2 miliony hmotností Slunce a patří tak mezi nejhmotnější kulové hvězdokupy v Mléčné dráze.
Hvězdokupa je velmi bohatá na proměnné hvězdy, zvláště typu RR Lyrae. Jeden výzkum prováděný s pomocí Hubbleova vesmírného dalekohledu pomohl najít 57 proměnných hvězd, mezi kterými bylo 38 typu RR Lyrae, 6 cefeid a 12 dlouhoperiodických proměnných.
Následný výzkum ve hvězdokupě objevil čtyři pulsary, z nichž jeden je dvojitý pulsar označovaný jako NGC 6441A.
NGC 6441 je jednou z mála kulových hvězdokup, které obsahují planetární mlhovinu, v případě této hvězdokupy označovanou JaFu 2.